# خورشیدگرفتگی ۱۹ مه ۱۹۸۵
خورشیدگرفتگی ۱۹ مه ۱۹۸۵ (به انگلیسی: Solar eclipse of May 19, 1985) یک خورشیدگرفتگی از نوع خورشیدگرفتگی جزئی است. این خورشیدگرفتگی در تاریخ ۱۹ مه ۱۹۸۵ میلادی (‎۲۹ اردیبهشت ۱۳۶۴ خورشیدی) روی داد که زمان اوج آن، ساعت ۲۱:۲۹:۳۸ به‌وقت ساعت هماهنگ جهانی بوده‌است.